# 咸白駅
咸白駅（ハムベクえき）は、大韓民国江原特別自治道旌善郡にある韓国鉄道公社の駅である。

## 利用可能な路線
- 韓国鉄道公社
  - 咸白線

## 駅構造
- 島式ホーム1面1線の地上駅。

## 歴史
- 1957年3月10日：寧越駅 - 礼美駅 - 当駅間22.6kmが開業。
- 1974年12月20日：当駅 - 鳥洞信号場間のループトンネル（咸白第一トンネル）着工。
- 1976年12月30日：咸白第一トンネルが完成し、咸北線が全線開通。
- 2006年10月31日：駅舎撤去。
- 2008年1月1日：旅客営業を停止。
- 2008年6月9日：駅舎再建工事着工。
- 2008年11月25日：復元駅舎が竣工。

## 隣の駅
韓国鉄道公社
咸白線
礼美駅 - 咸白駅 - (鳥洞信号場) - (紫味院信号場) - ミンドゥンサン駅